# Шепелєв Дмитро Андрійович
Шепелєв Дмитро Андрійович (нар. 25 січня 1983, Мінськ, Білоруська РСР) — російський пропагандист, білоруський телеведучий та шоумен. Внесений до Переліку осіб, які створюють загрозу нацбезпеці України.

## Життєпис
Народився 25 січня 1983 року в Мінську.
Середню освіту здобув у гімназії № 11. З шести років займався спортом, зокрема водним поло і плаванням; займаючись великим тенісом, він досяг чималих висот: входив у десятку найкращих тенісистів Білорусі серед юніорів. Першу роботу Шепелєв отримав, навчаючись у сьомому класі, разом з одним під час літніх канікул він влаштувався роздавати листівки.
У восьмому класі батько Діми запропонував синові підробіток в його компанії, яка займалася розробкою комп'ютерних баз даних. Працювати під керівництвом батька Шепельову сподобалося, він із задоволенням виконував всі завдання і отримував заслужену винагороду. Бувши дев'ятикласником, Діма почав працювати на телебаченні, у програмі «5х5». По закінченню школи, Дмитро вступив до Білоруського державного університету на факультет журналістики (кафедра телебачення і радіомовлення). В університеті Шепелєв двічі перебував під загрозою відрахування за численні, хоча і вимушені, пропуски. У 20 років він вже був диджеєм популярної радіостанції Мінська «Альфа радіо» і успішно будував кар'єру на білоруському телебаченні.
2004 року Шепелєв отримав пропозицію від українського музичного каналу М1 і вирішив переїхати до Києва. В українській столиці Шепелєв вів відразу кілька шоу на різних телеканалах. У 2005 році закінчив університет, з відзнакою захистивши дипломну роботу на тему «Теорія і практика комерційного радіомовлення». У 2008 році Костянтин Ернст запросив Шепелєва на «Перший канал» вести караоке-шоу «Можеш? Заспівай!». Деякий час Дмитро поєднував київські знімання з московськими, а в 2009 році, після успішної роботи як один з ведучих фіналу «Євробачення», остаточно перебрався до столиці Росії. У 2010 році був зарахований на відділення візуальної культури (кіно, телебачення, інтернет) в Європейський гуманітарний університет, Литва.

### Кар'єра в Білорусі
Свою кар'єру на білоруському телебаченні Шепелєв почав ще в шкільні роки, випадково опинившись у масовці. Після зйомок він записався в школу телеведучих. Ще навчаючись у дев'ятому класі Шепелєв стає одним з провідних молодіжної програми «5х5». Перший досвід виявився настільки вдалим, що Шепелєв вступив на факультет журналістики Білоруського державного університету (кафедра телебачення і радіомовлення). Будучи студентом, він паралельно почав працювати на радіостанції «Альфа радіо», після на радіо «Unistar» і телеканалі «ОНТ», а також провідним в нічних клубах.
На радіо Шепелєв опинився з волі випадку: у школі телеведучих, він познайомився з одним з її педагогів — програмним директором «Альфа радіо» Віталієм Дроздовим. Одного разу Дроздов запропонував усім охочим записати скіммер (підводку, в якій ведучий оголошує пісні, жартує і всіляко проявляє свої таланти). Шепелєв записав свій варіант і через півроку, у віці 20 років, отримав місце на найпопулярнішій радіостанції Мінська. Пізніше на радіостанції «Unistar» Шепелєв вів і продюсував ранкове шоу, готував першу в Білорусі пряму радіотрансляцію концерту Роббі Вільямса, брав інтерв'ю у Брайана Адамса, Кріса Рі і безлічі інших зірок. Був першим коментатором церемонії «Греммі» в Білорусі.

### Україна
2004 року Дмитро отримав пропозицію від Олександра Асаулюка відомого українського продюсера, керівника музичного каналу М1. Асаулюк запросив Шепелєва вести ранкове шоу Guten Morgen. Ведучий погодився і почав поєднувати роботу в Києві та Мінську. Чотири з половиною роки Дмитро щотижня на вихідних їхав додому, де його чекали радіоефіри, а у понеділок повертався до Києва, на телевізійні ефіри. Пізніше Шепелєв вирішив остаточно перебратися до Києва, де в 2008 став ведучим Фабрики зірок-2 на «Новому каналі».
2011 Дмитро знову з'явився в ефірі українського телебачення. Шепелєв разом з Володимиром Зеленським і Михайлом Галустяном бере участь в новому комедійному шоу «Розсміши коміка» на телеканалі «Інтер». Знімання доводиться поєднувати з роботою над другим сезоном програми «ДОстояние РЕспублики» на «Першому каналі».
Ведучий музичних шоу Одна родина (телеканал Інтер, 2013), Співай як зірка (телеканал Україна, 2015).

#### Крим
У червні 2014 року був ведучим у Криму на концерті, присвяченому початку тимчасової російської окупації Криму. Він вітав глядачів із «величною подією приєднання», на яке Крим «чекав» 23 роки. Попри це, він продовжив вести програми на українському телебаченні, зокрема на 1+1 та каналі Україна.

### Москва
2009 року, отримавши пропозицію від «Нового каналу» вести третій сезон «Фабрики зірок», Дмитро несподівано для всіх їде до Москви. Як виявилося, Костянтин Ернст, якого задовольнила робота Шепелєва на «Можешь? Спой», запросив 25-річного білоруса приєднатися до команди Першого каналу.

## Хобі
Багато подорожує, об'їздив всю Європу, влітку 2009 року три тижні вивчав США (дорожні замітки про цю поїздку публікував журнал ELLE), мріє обійти Землю під вітрилом. Взимку ведучий катається на сноуборді, влітку займається серфінгом. З дитинства захоплювався спортом. Займався плаванням і водним поло, 6 років віддав професійному спорту — грав у великий теніс, увійшов до топ-10 тенісистів-юніорів Білорусі. Зараз іноді виходить на корт з Юрієм Ніколаєвим.

## Цікаві факти
- За час «Євробачення 2009», що тривало в Москві, Шепелєв провів близько ста прес-конференцій.[4]
- Ще будучи студентом, Шепелєв одружився, але сімейне життя тривало усього три тижні.
- Дмитро був першим коментатором церемонії Ґреммі в Білорусі.
- У грудні 2010 року після ефіру шоу «Лід і полум'я», під час якого член журі Шепелєв подарував учасниці проекту Саті Казановій букет квітів[5] і запросив на побачення, інтернет облетіли чутки про роман ведучого та співачки. Ні Дмитро, ні Саті їх не коментують.
- 2010 року Дмитро був зарахований на відділення візуальної культури (кіно, телебачення, інтернет) в Європейський гуманітарний університет, Литва.